# Nihat Məmmədli
Nihat Mammadli (Babı, 21 luglio 2002) è un lottatore azero, specializzato nella greco-romana, campione continentale agli europei di Bucarest 2024.

## Biografia
Ai campionati europei di Bucarest 2024 ha vinto la medaglia d'oro, superando in finale il moldavo Victor Ciobanu.

## Palmarès
| Anno | Manifestazione | Sede     | Evento | Risultato | Note |
| ---- | -------------- | -------- | ------ | --------- | ---- |
| 2023 | Europei        | Zagabria | 60 kg  | Bronzo    |      |
| 2024 | Europei        | Bucarest | 60 kg  | Oro       |      |